# 蒙迪尼
蒙迪尼（法語：Mondigny，法語發音：[mɔ̃diɲi]）是法国大東部大區阿登省的一个市镇，属于沙勒维尔-梅济耶尔区。

## 地理
蒙迪尼（49°42'36"N, 4°38'18"E）面积5.9 平方千米，位于法国大東部大區阿登省，该省份为法国北部内陆省份，西接埃纳省，南至马恩省，东临默兹省，北与比利时接壤。
与蒙迪尼接壤的市镇（或旧市镇、城区）包括：旺斯河畔尚皮尼厄勒、埃维尼、法尼翁、格吕耶尔、旺斯河畔吉尼库尔。

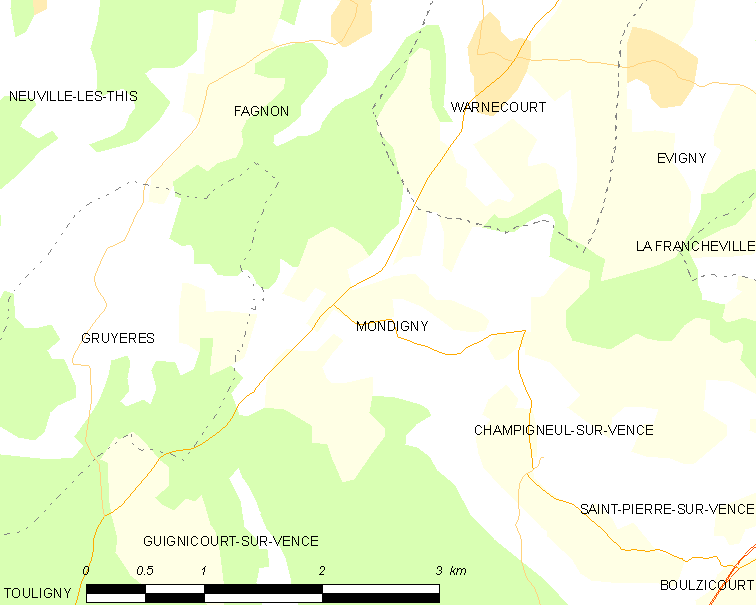
蒙迪尼的OSM定位图

蒙迪尼的时区为UTC+01:00、UTC+02:00（夏令时）。

## 行政
蒙迪尼的邮政编码为08430，INSEE市镇编码为08295。

## 政治
蒙迪尼所属的省级选区为默兹河畔努维永县。

## 人口

1962-2008年间蒙迪尼人口变化图示

蒙迪尼于2022年1月1日时的人口数量为193人。